# Câmara ardente
Câmara-ardente (em francês, chambre ardente) foi, em diferentes épocas, na França, um tribunal extraordinário que pronunciava sentenças muito severas, geralmente a morte na fogueira. Era chamado "câmara ardente" porque os processos tinham lugar em uma sala negra, iluminada por tochas ou velas.
No reino de Francisco I, a câmara ardente foi instituída em 1535, como tribunal inquisitorial extraordinário, encarregado de processos contra os protestantes franceses e era considerado como segunda instância dos tribunais da Inquisição. Seus membros, nomeados pelo papa, e encarrregados de  perseguir a heresia.
Durante o reinado de Henrique II de França, se tornou-se conhecido pela sua dureza contra os chamados huguenotes e os criminosos.
O termo "Câmara-Ardente" também é usado referindo-se a local de velação de cadáver, em cerimoniais de honras militares - REGULAMENTO DE CONTINÊNCIAS, HONRAS, SINAIS DE RESPEITO E CERIMONIAL MILITAR DAS FORÇAS ARMADAS - PORTARIA NORMATIVA N.º 660/MD, DE 19 DE MAIO DE 2009.